# Campionati mondiali di pentathlon moderno 2016
I campionati mondiali di pentathlon moderno 2016 si sono svolti dal 23 al 29 maggio 2016 a Mosca, in Russia.
Nella prova a squadre maschile, vinta dall'Egitto, la Russia si era originariamente classificata seconda, ma è stata squalificata a causa della violazione delle norme antidoping da parte di Maksim Kustov, cui è stata comminata una squalifica di quattro anni. La medaglia d'argento revocata alla Russia è stata attribuita alla Francia. La Corea del Sud ha ricevuto il bronzo.

## Medagliere
| Pos.   | Paese         | Oro | Argento | Bronzo | Totale |
| ------ | ------------- | --- | ------- | ------ | ------ |
| 1      | Ungheria      | 2   | 0       | 0      | 2      |
| 2      | Francia       | 1   | 2       | 1      | 4      |
| 3      | Russia        | 1   | 2       | 0      | 3      |
| 4      | Germania      | 1   | 0       | 2      | 3      |
| 4      | Corea del Sud | 1   | 0       | 2      | 3      |
| 6      | Egitto        | 1   | 0       | 0      | 1      |
| 7      | Cina          | 0   | 2       | 0      | 2      |
| 8      | Gran Bretagna | 0   | 1       | 0      | 1      |
| 9      | Bielorussia   | 0   | 0       | 2      | 2      |
| Totale | Totale        | 7   | 7       | 7      | 21     |

## Uomini
| Evento      | Oro                                               | Perform. | Argento | Perform.       | Bronzo                                               | Perform. |
| Individuale | Valentin Belaud Francia                           | 1514 p.  | Aleksandr Lesun Russia                                                                                            | 1510 p.        | Jung Jin-hwa Corea del Sud                           | 1504 p.  |
| Squadre     | Egitto Amro El Geziry Yasser Hefny Omar El Geziry | 4477 p.  | Francia Valentin Prades Valentin Belaud Christopher Patte Russia Egor Puchkarevskiy Aleksandr Lesun Maksim Kustov | 4106 p.4169 p. | Corea del Sud Jun Woong-tae Jung Jin-hwa Lee Woo-jin | 4100 p.  |
| Staffetta   | Corea del Sud Hwang Woo-jin Jun Woong-tae         | 1563 p.  | Russia Ilia Frolov Oleg Naumov                                                                                    | 1550 p.        | Francia Alexandre Henrard Pierre Dejardin            | 1524 p.  |

### Donne
| Evento      | Oro                                                       | Perform. | Argento                                   | Perform. | Bronzo                                                 | Perform. |
| Individuale | Sarolta Kovács Ungheria                                   | 1386 p.  | Élodie Clouvel Francia                    | 1374 p.  | Lena Schöneborn Germania                               | 1373 p.  |
| Squadre     | Ungheria Tamara Alekszejev Zsófia Földházi Sarolta Kovács | 4080 p.  | Cina Zhang Xiaonan Liang Wanxia Chen Qian | 4075 p.  | Germania Janine Kohlmann Annika Schleu Lena Schöneborn | 4042 p.  |
| Staffetta   | Germania Annika Schleu Lena Schöneborn                    | 1419 p.  | Gran Bretagna Joanna Muir Samantha Murray | 1409 p.  | Bielorussia Katsiaryna Arol Iryna Prasiantsova         | 1405 p.  |

### Misti
| Evento    | Oro                                    | Perform. | Argento                       | Perform. | Bronzo                                          | Perform. |
| Staffetta | Russia Aleksandr Lesun Donata Rimšaitė | 1509 p.  | Cina Han Jiahao Zhang Xiaonan | 1488 p.  | Bielorussia Ilya Palazkov Anastasija Prakapenka | 1474 p.  |